# 克里斯蒂娜·佩拉科娃
克麗絲蒂娜·佩拉科娃（Kristína Peláková，1987年8月20日—），常稱為Kristína，是斯洛伐克歌手，最著名的是2010年代表斯洛伐克參加2010年歐洲歌唱大賽，所唱的歌曲是"Horehronie"，在預賽中獲得24分，排名第16名，未能進入決賽。克麗絲蒂娜是斯洛伐克和捷克最受歡迎的女藝人，多次在這兩國巡迴演出。
克麗絲蒂娜在兒童時就開始擔任歌手、舞者，並且演奏鋼琴。她的音樂老師建議她以歌唱為主，因此克麗絲蒂娜參加了科希策的音樂學校。她在求學時最喜愛的地點是鎮上的爵士樂俱樂部，她在俱樂部中遇見了Martin Kavulič，Martin後來成為她的製作人，也幫她獲得和唱片製作公司H.o.M.E. Production的一份合約。
克麗絲蒂娜的第一張單曲是和說唱團體Opak一起演唱的"Som tvoja"（我是你的），在2007年發行。下一張單曲"Vráť mi tie hviezdy"（把那些星星還給我）是2008年的熱門單曲，首張專輯"....ešte váham"（我還在猶豫）在2008年發行。
克麗絲蒂娜的單曲"V sieti ťa mám"在2010年10月的斯洛伐克播放量排行榜上，排名為第一名，是繼同一年稍早的"Horehronie"，以及2009年的"Stonka"後，她第三首獲得排行榜第一名的歌曲。克麗絲蒂娜在2010年10月發行了第二張專輯，名稱也是"V sieti ťa mám"，獲得樂評的好評，樂評也讚賞她現代音樂的創作。她的單曲"Life Is A Game"也成為2011年在斯洛伐克舉行，冰上曲棍球世界錦標賽的官方主題曲。
克麗絲蒂娜自從參加歐洲歌唱大賽開始，就開始有音樂作品，包括2014年的合輯"Tie Naj"，其中也包括了熱門單曲"Rozchodový reggaeton"，"Ta ne"也成為她首張進入波蘭排行榜前十名的單曲。"Tie Naj"在斯洛伐克也獲得白金唱片的銷售認證。
克麗絲蒂娜在2017年發行了第5張專輯"Mat Srdce"，其中包括了有斯洛伐克排行榜前十名的單曲"Si pre mna best"和"Laska bombova"，之後她也在2020年發行了兒童專輯"Snívanky"。